# 雷德哈姆
雷德哈姆是奥地利上奥地利州弗克拉布鲁克县的一个市镇。总面积8平方公里，总人口1401人，人口密度175.1人/平方公里（2005年）。